# صوفي ويلميس
صوفي ويلميس (بالوالونية: Sophie Wilmès)‏ هي سياسية بلجيكية تشغل منصب وزيرة الخارجية منذ عام 2020. شغلت منصب رئيسة وزراء بلجيكا من 2019 إلى 2020. وهي عضوة في الحركة الإصلاحية، وهي أول امرأة تشغل هذا المناصب.
انتُخبت ويلميس في مجلس النواب عام 2014، وشغلت منصب وزيرة المالية في الحكومتين الأولى والثانية لتشارل ميشيل من 2015 إلى 2019. في أعقاب الانتخابات الفيدرالية البلجيكية لعام 2019، عين فيليب ملك بلجيكا ويلميس لقيادة حكومة انتقالية (حكومة ويلميس الأولى) قبل أن تشكل حكومة تنفيذية (حكومة ويلميس الثانية) في مارس 2020 للتعامل مع جائحة كوفيد-19.
في أكتوبر 2020، انضمت إلى حكومة رئيس الوزراء ألكسندر دي كرو كوزيرة للخارجية ونائبة لرئيس الوزراء.

## حياتها المبكرة
ولدت صوفي ويلميس في إيكسل، بروكسل في 15 يناير عام 1975. والدها فيليب ويلميس، عمل مصرفيًا وأستاذًا جامعيًا في الاقتصاد في الجامعة الكاثوليكية (لوفان)، وكان نشطًا في السياسة الليبرالية وكان بمثابة رئيس مجلس الوزراء لجان غول من الحزب الإصلاحي الليبرالي (بي آر إل). قُتِل جداها من ناحية الأب في قصف ليمال خلال الحرب العالمية الثانية. والدتها يهودية أشكنازية فقدت العديد من أقاربها في الهولوكوست وعملت في مكتب ميكي أوفكيرز بين عامي 1992 و1993 خلال فترة ولايتها كوزيرة للمالية. نشأت صوفي ويلميس في بلدة غريز دويكو، برابانت والون.
حصلت ويلميس على شهادة في الاتصالات التطبيقية من معهد الدراسات العليا للاتصالات الاجتماعية ودرجة في الإدارة المالية (جامعة سانت لويس، بروكسل).

## الحياة السياسية
في عام 2000، أصبحت ويلميس مستشارًا في أوكل. من عام 2007 إلى عام 2014، كانت ويلميس أول عضوة مجلس محلي مسؤولة عن الشؤون المالية والميزانية، والتعليم الفرنسي، والاتصالات، والأعمال المحلية لمدينة سينت جينيسيوس رود. من عام 2014 إلى عام 2015 كانت عضوًا في المجلس الإقليمي لمقاطعة برابانت فلاماند.
في أكتوبر 2014 انتُخبت لعضوية مجلس النواب.
في سبتمبر 2015، أعلن وزير المالية هيرفي جامار أنه سيستقيل في 1 أكتوبر 2015 لأنه اختير محافظًا لمقاطعة لياج. اختيرت ويلميس لخلافته في حكومة ميشيل الأول. في ديسمبر 2018، أصبحت وزيرة المالية، ومسؤولة الخدمات المدنية، واليانصيب الوطني، والسياسة العلمية في حكومة ميشيل الثاني.
في 27 أكتوبر عام 2019، أصبحت ويلميس أول امرأة تتولى رئاسة وزراء بلجيكا خلفًا لتشارل ميشيل. قادت حكومة انتقالية بينما استمرت المفاوضات لتشكيل حكومة ائتلافية جديدة. في 16 مارس 2020، مع استمرار المفاوضات بعد 15 شهرًا، وافقت جميع الأطراف الرئيسية على منح السلطات التشريعية الكاملة لحكومة ويلميس لمكافحة جائحة كوفيد-19. بموجب شروط الاتفاقية، مُنحت ويلميس صلاحيات خاصة للتعامل مع التأثير الاقتصادي والاجتماعي للوباء. كان من المقرر أن تستمر هذه الصلاحيات لمدة ثلاثة أشهر، على الرغم من إمكانية تجديدها مرة واحدة لمدة ثلاثة أشهر إضافية. ترشحت ويلميس رسميًا لمنصب رئاسة الوزراء من قبل الملك فيليب في وقت لاحق يوم 16 مارس، وأدت حكومتها التنفيذية المعاد تشكيلها اليمين الدستورية في اليوم التالي.
في 1 أكتوبر عام 2020، عُينت ويلميس نائبًا لرئيس الوزراء ووزيرة للخارجية في الحكومة الجديدة التي تشكلت في عهد ألكسندر دي كرو، لتصبح أول وزيرة خارجية في تاريخ بلجيكا. وابتداءً من 22 أكتوبر عام 2020، عملت على إدارة العلاقات الخارجية للبلاد من المستشفى من سريرها في قسم للعناية المركزة أثناء معاناتها من كوفيد-19. وأشارت إذاعة دويتشه فيله أن «اختبار ويلميس كان إيجابي لفيروس كورونا» قبل 17 أكتوبر «بعد حضور قمة الاتحاد الأوروبي مع نظرائها» في مبنى أوروبا في لوكسمبورغ في 12 أكتوبر و 13 أكتوبر. ومنذ ذلك الحين، حصل نظيرها النمساوي، ألكسندر شالينبيرغ، على نتيجة إيجابية.

## وصلات خارجية
- الموقع الرسمي